# 요괴소년 호야
요괴소년 호야(일본어: うしおととら, 우시노토토라)는 후지타 가즈히로 작화의 일본 만화 시리즈이다. 쇼가쿠칸의 소년 만화 잡지 주간 소년 선데이를 통해 1990년 1월부터 1996년 10월까지 연재되었으며, 30권의 단행본으로 수집되었다. 아오츠키 우시노라는 이름의 한 소년의 모험을 그리고 있다.
11개화의 오리지널 비디오 애니메이션(OVA) 각색판은 도호가 제작하였으며 애니메이션은 파스텔이 맡았다. 1992년 9월부터 1993년 10월까지 출시되었다. 이 시리즈는 나중에 39화의 일본의 애니메이션 텔레비전 시리즈로서 MAPPA와 스튜디오 VOLN에 의해 각색되었다.
요괴소년 호야는 1992년 소년 부문에서 제37회 쇼가쿠칸 만화상을 수상했고 1997년 세이운상을 수상했다.